# Феоцерос гладкий
Феоцерос гладкий или Антоцерос гладкий — талломный мох семейства Нототиласовые, вид рода Феоцерос.

## Описание
Розетки темно-зеленые, плотно прижатые к почве, округлые, 1-3 см в диаметре; мужские розетки мельче женских. Ветви слоевища по краям неглубоколопастные, тонкие, сверху гладкие.
Феоцерос гладкий двудомный. Его коробочка 1-3 см длиной; споровая масса желтовато-зеленая. Спороносит летом и осенью.

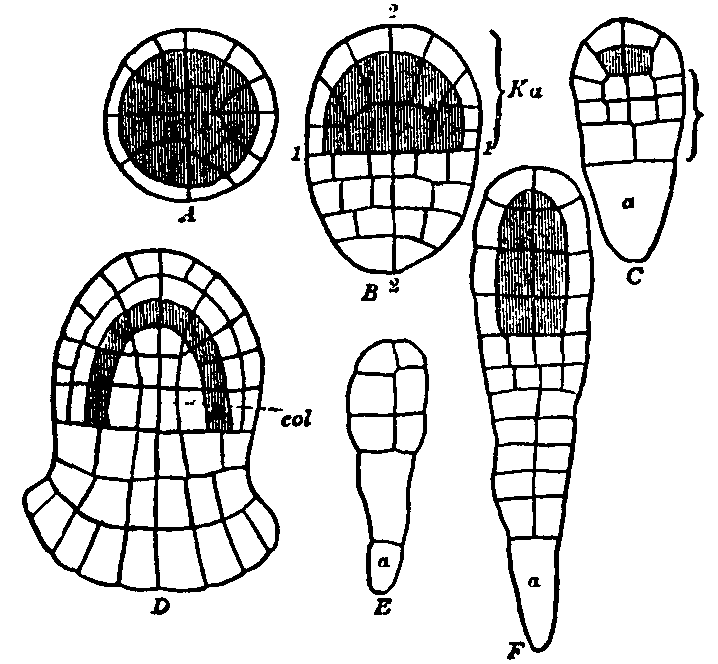
Phaeoceros laevis (D). Иллюстрация из Британской энциклопедии 1911 года.

## Распространение и среда обитания
Растёт на сырой обнаженной почве на полях, в садах, по краям канав и обочинам дорог, на склонах холмов и по берегам ручьев.